# Papirklip
Psaligrafi eller Papirklip er kunsten at klippe billeder, mønstre og ornamenter af papir. Arbejdet udføres med en lille skarp saks, og papiret foldes ofte en eller flere gange inden klipningen. Det færdige billede i papirklip monteres oftest mellem to glasplader. Større arbejder kan bestå af flere ark.
Blandt kendte kunstnere inden for papirklip kan nævnes Sonia Brandes, Karen Bit Vejle, Sabber og H.C. Andersen.